# Beyond a Reasonable Doubt (2009)
Beyond a Reasonable Doubt is een Amerikaanse misdaadfilm uit 2009 onder regie van Peter Hyams. De film draait om de vermeende corruptie van een openbaar aanklager met een plotseling reeks onfeilbare zaken en de journalist die daar een onderzoek naar start. Het is een remake van de film-noir klassieker uit 1956. 

## Verhaal
Openbaar aanklager Mark Hunter (gespeeld door Michael Douglas behaalt na een onbeduidende carrière ineens een reeks van grote successen in moordzaken. Hiermee vestigt hij dusdanig veel aandacht op zich dat hij al snel genoemd wordt als kandidaat voor het gouverneurschap. De jonge journalist C.J. Nicholas (gespeeld door Jesse Metcalfe) ontdekt echter dat alle zaken op basis van DNA opgelost worden en vermoed dat Hunter DNA achterlaat van de verdachten op de plaats delict, om zo de zaak te beïnvloeden. Daarmee rijst ook de vraag hoeveel onschuldige mensen door toedoen van Hunter opgesloten worden. Nicholas besluit in samenwerking met een collega zijdelings bewijs achter te laten die hem als verdachte maken van de moord op een prostitué, en daarbij verzamelt hij zorgvuldig documentatie over hoe de bewijzen pas na de moord op de plaats delict terecht zijn gekomen. Zijn collega komt echter bij een verkeersongeluk om het leven en daarmee verdwijnt zijn mogelijkheid om zijn onschuld te bewijzen. Intussen is Nicholas een relatie begonnen met assistent aanklager Ella Crystal Amber Tamblyn, die onder Hunter werkt. Met het groeiende aantal bewijzen tegen beide mannen komt Chrystal in een steeds groter conflict met zichzelf. 

## Rolverdeling
- Jesse Metcalfe - C.J. Nicholas
- Amber Tamblyn - Ella Crystal
- Michael Douglas - Mark Hunter
- Joel David Moore - Corey Finley
- Orlando Jones - Ben Nickerson
- Lawrence P. Beron - Lt. Merchant (als Lawrence Beron)
- Sewell Whitney - Martin Weldon
- David Jensen - Gary Spota
- Sharon K. London - Rechter Sheppard (als Sharon London)
- Krystal Kofie - Taieesha